# Carlo Martinenghi
Carlo Martinenghi (* 1894; † September 1944) war ein italienischer Mittelstrecken-, Langstrecken- und Hindernisläufer.
Bei den Olympischen Spielen 1920 in Antwerpen schied er über 1500 Meter, 5000 Meter und 3000 Meter Hindernis im Vorlauf aus. Im 3000-Meter-Mannschaftsrennen gehörte er zum italienischen Team, das auf den fünften Platz kam, und lieferte mit der Einzelplatzierung 19 ein Streichresultat ab.
1924 wurde er bei den Olympischen Spielen in Paris Siebter im Crosslauf.
1913 wurde er Italienischer Meister über 10.000 Meter, 1920 sowie 1921 im Crosslauf.

## Persönliche Bestzeiten
- 5000 m: 15:33,6 min, 29. Mai 1921, Mailand
- 10.000 m: 33:05,4 min, 20. September 1921, Bologna